# Campeonato Mundial de Piragüismo en Maratón de 2008
El XVI Campeonato Mundial de Piragüismo en Maratón se celebró en Týn nad Vltavou (República Checa) entre el 24 y el 21 de septiembre de 2008 bajo la organización de la Federación Internacional de Piragüismo (ICF).

## Resultados

### Masculino
| Evento | Oro                                                  | Plata                                                                   | Bronce                                                 |
| ------ | ---------------------------------------------------- | ----------------------------------------------------------------------- | ------------------------------------------------------ |
| C1     | Edvin Csabai · Hungría · 2:04:40,360                 | Nikica Ljubek · Croacia · 2:07:15,770                                   | Zsolt Gilanyi · Hungría · 2:08:07,940                  |
| C2     | Edvin Csabai · Attila Gyore · Hungría · 1:53:53,540  | Ramón Ferro · Óscar Graña · España · 1:54:32,750                        | David Mascato · Ángel Rivademar · España · 1:55:49,750 |
| K1     | Emilio Merchán · España · 2:18:19,830                | Tomas Jezek · República Checa · 2:10:20,640                             | Anthony Stott Sudáfrica 2:10:43,700                    |
| K2     | Cameron Schoeman Anthony Stott Sudáfrica 2:02:14,360 | Jorge Alonso González · Santiago Guerrero Arroyo · España · 2:02:15,460 | Attila Jambor · Mate Petrovics · Hungría · 2:02:15,960 |

### Femenino
| Evento | Oro                                                      | Plata                                                 | Bronce                                                |
| ------ | -------------------------------------------------------- | ----------------------------------------------------- | ----------------------------------------------------- |
| K1     | Vivien Follath · Hungría · 2:01:04,490                   | Lani Belcher Australia 2:01:19,840                    | Anna Adamova · República Checa · 2:03:23,300          |
| K2     | Anne Lolk Thomsen Henriette Hansen Dinamarca 1:53:42,120 | Renáta Csay · Berenike Faldum · Hungría · 1:53:43,350 | Judit Kollar · Vivien Follath · Hungría · 1:52:06,370 |

## Medallero
| Núm. | País            | Oro | Plata | Bronce | Total |
| ---- | --------------- | --- | ----- | ------ | ----- |
| 1    | Hungría         | 3   | 1     | 3      | 7     |
| 2    | España          | 1   | 2     | 1      | 4     |
| 3    | Sudáfrica       | 1   | 0     | 1      | 2     |
| 4    | Dinamarca       | 1   | 0     | 0      | 1     |
| 5    | República Checa | 0   | 1     | 1      | 2     |
| 6    | Australia       | 0   | 1     | 0      | 1     |
| 6    | Croacia         | 0   | 1     | 0      | 1     |
|      | TOTAL           | 6   | 6     | 6      | 18    |